# Crassispira sacerdotalis
Crassispira sacerdotalis е вид коремоного от семейство Pseudomelatomidae.

## Разпространение
Видът е разпространен в Сао Томе и Принсипи (Сао Томе).